# Saurauia euryphylla
Saurauia euryphylla är en tvåhjärtbladig växtart som beskrevs av Airy-shaw. Saurauia euryphylla ingår i släktet Saurauia och familjen Actinidiaceae. Inga underarter finns listade i Catalogue of Life.